# Diploglossus ingridae
Diploglossus ingridae är en ödleart som beskrevs av  John E. Werler och CAMPBELL 2004. Diploglossus ingridae ingår i släktet Diploglossus och familjen kopparödlor. Inga underarter finns listade i Catalogue of Life.